# Francis Jeffers
Francis Jeffers, född 25 januari 1981 i Liverpool, är en engelsk före detta fotbollsspelare som senast spelade för Accrington Stanley i League Two. Under sin karriär har han spelat för flera stora klubbar, bland annat Arsenal och Everton. Han har gjort en landskamp för det Engelska landslaget, i en träningsmatch mot Australiens landslag där han även lyckades göra mål. Jeffers är tillsammans med Alan Shearer den bästa målskytten någonsin i Englands U21-landslag, då han mäktade med 13 mål på 16 matcher mellan 1999 och 2001. 